# 大久保昭男
大久保 昭男（おおくぼ てるお、1927年9月1日 - 2024年3月12日）は、日本のイタリア文学者、フランス文学者、翻訳家。本名「てるお」だが「あきお」と読むこともある。
アルベルト・モラヴィアの作品を数多く訳した。（児童向けを含め）フランス文学の訳書も出している。
英文学の翻訳者大久保康雄は遠縁の親戚に当たる。

## 経歴
茨城県結城郡西豊田村（現・八千代町）生まれ。
1945年第一高等学校入学を経て、東京大学文学部仏文科卒。
2024年3月12日、老衰のため死去。96歳没。

## 著書
- 『ソビエト印象旅行 現代モスクワっ子気質』（三一新書） 1962
- 『故郷の空イタリアの風 』（新評論） 2006 - 回想記

## 翻訳
- 『七人の息子たち』（アルチーデ・チェルヴィ、弘文堂） 1961
- 『喜びは死を超えて セレーニ夫人の手記』（マリーナ・セレーニ、弘文堂） 1961
- 『西北地方物語 ベトナム小説集』（トー・ホアイ他、広田重道共訳、新日本出版社、世界革命文学選） 1962
- 『現代の英雄』（プラトリーニ、三一書房） 1962
- 『貧しき恋人たち』（ヴァスコ・プラトリーニ、至誠堂） 1963、のち新日本文庫
- 『娘たちは怒りをこめて』（ロレンツァ・マゼッティ、早川書房） 1965
- 『美男アントニオ』（ヴィタリアーノ・ブランカーティ、早川書房） 1966
- 『キブツの娘 ほか 戯曲集 』（モルデハイ・ベルンスタイン、講談社） 1968
- 『メモリアル』（パオロ・ヴォルポーニ、新潮社） 1969
- 『明日はスペインだ』（サンチアゴ・カリリョ、新日本出版社） 1976
- 『世界短編名作選 イタリア編』（高橋勝之, 山崎功共編訳、新日本出版社） 1977
- 『青春の影 ジョヴァンニーノー』（エルコレ・パッティ、角川文庫） 1978
- 『開かれた扉 イタリア共産党内部の10年』（ダヴィデ・ラヨロ、合同出版） 1979
- 『ソ連邦史』全4巻（G・ボッファ、坂井信義共訳、大月書店） 1979 - 1980
- 『シャルルとイエズス シャルル・ド・フコーの伝記』（C・ルプティ、エンデルレ書店） 1981
- 『愛よ知よ永遠なれ グラムシ獄中からの手紙』1 - 4（坂井信義共訳、大月書店） 1982
- 『ルクレツィア・ボルジア ルネッサンスの黄昏』（マリーア・ベロンチ、河出書房新社） 1983
- 『十五少年漂流記』（ベルヌ、ポプラ社、ポプラ社文庫） 1984、のちポプラポケット文庫 2005
- 『ああ無情』（ユゴー、ポプラ社） 1985、のちポプラポケット文庫 2007
- 『吸血鬼（ピオウラ）の影 』（L・G・ブッファリーニ、角川文庫） 1985
- 『カサノヴァ回想録』1 - 2（ジル・ペロー編、社会思想社、現代教養文庫） 1986
- 『イタリア使節の幕末見聞記』（V・F・アルミニヨン(V. F. Arminjon)、新人物往来社） 1987、のち講談社学術文庫 2000
- 『君はグラムシを知ってるか?』（『ウニタ』紙編集部、坂井信義共訳、リベルタ出版） 1987
- 『母をたずねて』（エドモンド・デ・アミーチス、ポプラ社） 1988、のちポプラ社文庫 1999
- 『イタリアのむかし話』（イタロ・カルヴィーノ、偕成社） 1989
- 『明治滞在日記』（A・ベルソール、新人物往来社） 1989
- 『ボルジア家』（イヴァン・クルーラス（フランス語版）、河出書房新社） 1989
- 『評伝ボッカッチョ 中世と近代の葛藤』（アンリ・オヴェット(Henri Hauvatte)、新評論） 1994
- 『雪の中の軍曹』（マーリオ・リゴーニ・ステルン、草思社） 1994
- 『裏切られた夫の手記』（ジョヴァンニ・ドゥージ、草思社） 1995
- 『ヒトラー＝ムッソリーニ秘密往復書簡』（草思社） 1996
- 『声』（ダーチャ・マライーニ、中央公論社） 1996
- 『母への遺書 フィレンツェ連続殺人事件の真実』（アルベルト・ベヴィラックァ（イタリア語版）、河出書房新社） 1997
- 『他人をほめる人、けなす人』（フランチェスコ・アルベローニ、草思社） 1997
- 『狂った旋律』（パオロ・マウレンシグ（英語版）、草思社） 1998
- 『母なる地中海』（ドミニック・フェルナンデス、河出書房新社） 1999
- 『宇宙をつくりだすのは人間の心だ』（アルベローニ、草思社） 1999
- 『愛を育てる食べ物 壊す食べ物』（ウイリー・パジーニ(Willy Pasini)、川本英明共訳、小学館） 2001
- 『死都ゴモラ 世界の裏側を支配する暗黒帝国』（ロベルト・サヴィアーノ、河出書房新社） 2008

### アルベルト・モラヴィア
- 『軽蔑』（アルベルト・モラヴィア、至誠堂） 1964、のち角川文庫
- 『無関心な人びと』（モラヴィア、早川書房） 1966、のち角川文庫
- 『孤独な青年』（モラヴィア、早川書房） 1966、のち角川文庫
- 『仮装舞踏会』（モラヴィア、早川書房） 1966
- 『二人の女』（モラヴィア、集英社、現代の世界文学） 1967、のち集英社文庫 1979
- 『目的としての人間』（モラヴィア、講談社） 1967
- 『ふたりの若者』（モラヴィア、角川文庫） 1970
- 『夫婦の愛』（モラヴィア、角川文庫） 1970
- 『仮面の人びと』（モラヴィア、角川文庫） 1970
- 『モラヴィア初期作品集1 誘惑者 』（学芸書林） 1971、のち角川文庫
- 『潰えた野心』（モラヴィア、角川文庫） 1971
- 『ローマの女』（モラヴィア、角川文庫） 1971
- 『パラダイス』（モラヴィア、角川書店） 1972
- 『わたしとあいつ』（モラヴィア、講談社） 1972
- 『海辺のあいびき モラヴィア短篇集1』（角川文庫） 1976
- 『ぼくの世界 モラヴィア短篇集2』（角川文庫） 1977
- 『モラヴィア 不機嫌な作家』（モラヴィア、合同出版） 1980
- 『王様は裸だ - モラヴィアは語る』（河出書房新社） 1981
- 『いやいやながらの“参加”』（モラヴィア、三省堂） 1984
- 『金曜日の別荘』（モラヴィア、文藝春秋） 1992
- 『モラヴィア自伝』（アラン・エルカン共著、河出書房新社） 1992
- 『豹女』（モラヴィア、草思社） 1995